# 35e Régiment du génie de combat
Le 35e Régiment du génie de combat (35e RGC) est un régiment de génie de combat de la Première réserve de l'Armée canadienne des Forces armées canadiennes. Il fait partie du 35e Groupe-brigade du Canada au sein de la 2e Division du Canada. Son quartier général est situé à Québec au Québec. La constitution du régiment fut autorisée le 23 novembre 2006.

## Structure
Le 35e Régiment du génie de combat fait partie du 35e Groupe-brigade du Canada, un groupe-brigade de la Première réserve de l'Armée canadienne qui fait partie de la 2e Division du Canada. Le régiment est divisé en deux escadrons : le 10e Escadron du génie et le 15e Escadron du génie.[réf. nécessaire] Le quartier général du régiment est situé à Québec au Québec.

## Histoire
Le 10 Engineer Squadron, littéralement le « 10e Escadron du génie », a été créé le 15 juin 1920. Il a participé aux deux guerres mondiales. En 1975, il est renommé en 10e Escadron du génie de campagne. L'unité devient un régiment le 23 novembre 2006 et adopte le nom de 35e Régiment du génie de combat.